# David Lyndsay
Sir David Lyndsay of the Mount (alternative Schreibweise: David Lindsay; * um 1490; † 18. April 1554) war ein schottischer Dichter (Makar) und Höfling.

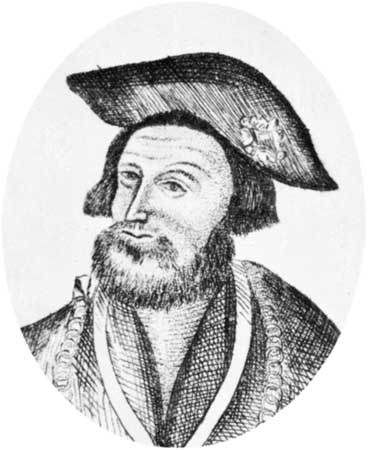
David Lyndsay

## Leben
Lyndsay entstammte einer Nebenlinie des Clan Lindsay und besuchte die Universität St. Andrews. Er diente lange Zeit als Höfling am Hof der schottischen Könige Jakob IV. und Jakob V. Zuerst war er Stallmeister (equerry) und danach Hilfslehrer (usher) für den späteren Jakob V. 1522 heiratete er die Hofschneiderin Janet Douglas. Er hatte verschiedene Ämter als Herold und Diplomat. Er war Snowdon Herald und ab 1529 Lord  Lyon King of Arms und wurde bei dieser Gelegenheit als Knight Bachelor geadelt. Neben der Zuständigkeit für Hofzeremoniell und war in diplomatischer Mission, darunter in den Niederlanden und Frankreich. Nach dem Tod von Jakob V. (1542) war er im schottischen Parlament und 1548 Mitglied einer diplomatischen Mission nach Dänemark, bei der es um Handelsprivilegien ging. Wahrscheinlich starb er um 1555. 
Lindsay schrieb am Hof Verse zu historischen, moralischen und politischen Themen, die sich durch ihre satirische Lebhaftigkeit auszeichneten. Lyndsay wurde vor allem mit seiner Moralität „Ane Satyre of the Thrie Estaits“ (Eine Satire auf die drei Stände) bekannt, einer beißenden Satire auf Kirche, Gesellschaft und Staat in Schottland, die noch heute in Schottland regelmäßig aufgeführt wird.  Daneben gibt es noch kürzere Gedichte von ihm, wie Testament of the Papyngo und Squyer Meldrum. The Justing betwix James Watsoun and Jhone Barbour ist ein komisches Gedicht, das den Zweikampf eines Arztes und eines Wundheilers (leche) beschreibt, die die ritterlichen Waffen handhaben können und sich schließlich mit Handschuhen ohrfeigen. Seine Werke waren in Schottland sehr bekannt und es wurde gesagt, ein schottischer Haushalt im späten 16. bis 18. Jahrhundert würde mit hoher Wahrscheinlichkeit zwei Bücher enthalten, die Bibel und die Werke von David Lyndsay.

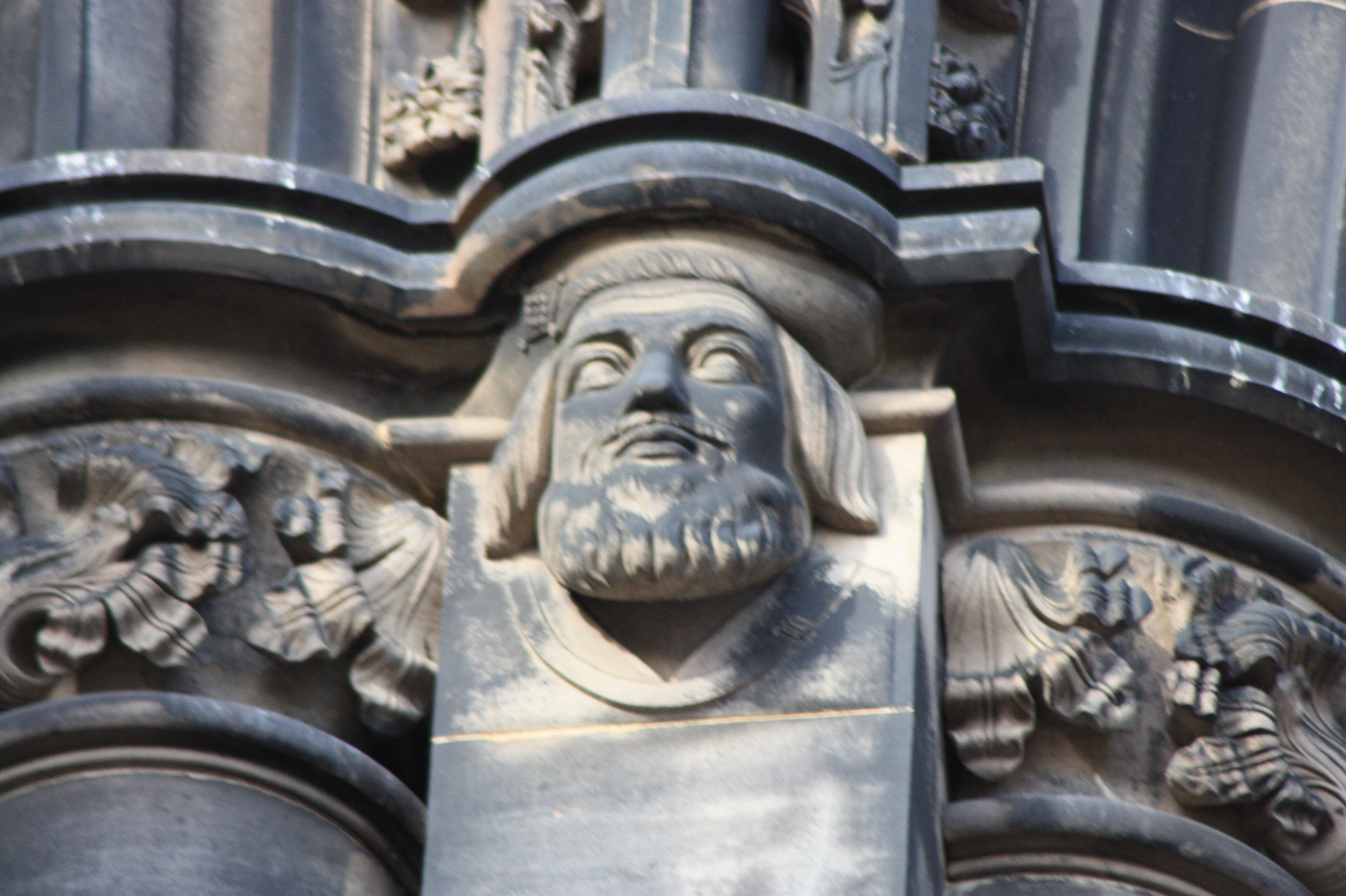
Lyndsay im Scots Monument in Edinburgh

Bekannt ist er auch für ein schottisches Wappenbuch, das als Lyndsay of the Mount Roll bekannt ist. Es bildet bis heute die Basis für die schottische Heraldik. Eine Faksimile wurde 1878 in Edinburgh veröffentlicht.